# قنات پادر تمبلک

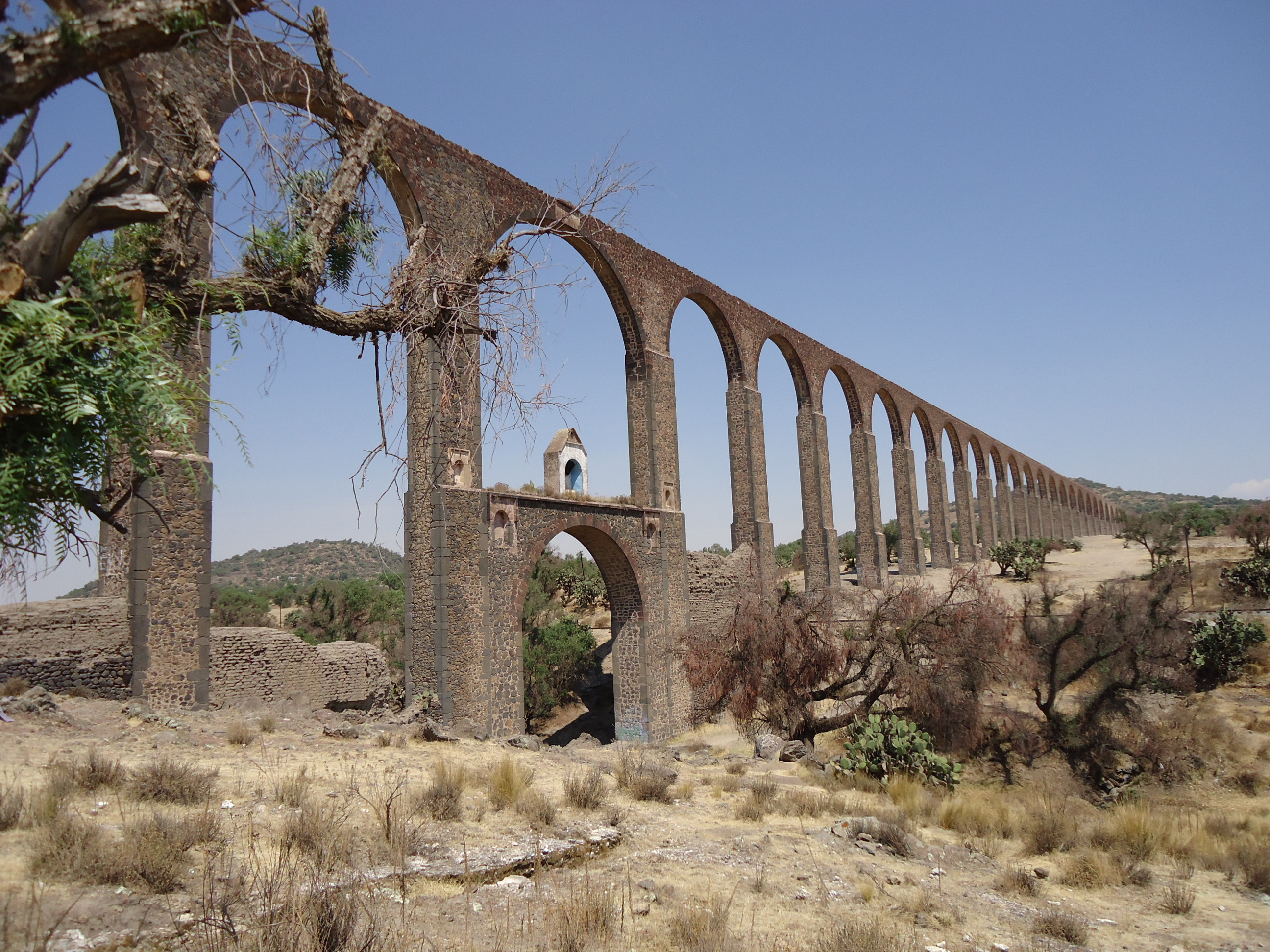
پادر تمبلک

پادر تمبلک نام یک قنات است که بین شهرهای زمپوآلا، هیدالگو و اوتومبا در ایالت مخیکو درمکزیک واقع شده است.
این سازه نام خود را از یک راهب اسپانیایی به نام فرانسیسکو د تمبلک گرفته است.

## توضیحات سایت
این قنات که در ابتدا بین سال‌های ۱۵۵۳ و ۱۵۷۰ ساخته شد، ۴۵ کیلومتر طول دارد و از آتشفشان تکاهته در شرق شهر زمپوالا شروع شده به اوتومبا ختم می‌شود.
بیشتر این قنات از سطح زمین می‌گذرد، اما از زیر زمین و همچنین از روی تنگه‌ها و دره‌ها نیز عبور می‌کند. در طول قنات سه رواق وجود دارد: اولی دارای ۴۶ قوس، دومی ۱۳ قوس و سومی دارای ۶۷ قوس است. بالاترین قسمت قنات دره پاپالوته است که توسط طاق قوسی ۶۷ قوسی که به طاق اصلی نیز شناخته می‌شود، با بلندترین طاق ۳۸٫۷۵ متر، می‌گذرد.

## وضعیت در فهرست میراث جهانی
این سایت در ۲۰ نوامبر ۲۰۰۱ در رده فرهنگی به فهرست موقت میراث جهانی یونسکو اضافه شد.  در تاریخ ۵ ژوئیه ۲۰۱۵ در فهرست میراث جهانی ثبت شد.